# Nuolivaara
Nuolivaara är ett berg i Finland.  Det ligger i den ekonomiska regionen  Östra Lapplands ekonomiska region  och landskapet Lappland, i den norra delen av landet, 800 km norr om huvudstaden Helsingfors. Toppen på Nuolivaara är 302 meter över havet.
Terrängen runt Nuolivaara är huvudsakligen platt.  Trakten runt Nuolivaara är nära nog obefolkad, med mindre än två invånare per kvadratkilometer.